# Първи кръстоносен поход на Владислав III Ягело 1443 г.
Първият кръстоносен поход на Владислав III Ягело е военна експедиция срещу османците от октомври 1443 до януари 1444 г. на полски, унгарски и западноевропейски рицари и чешки, влашки, български и сърбо-хърватски войски и отряди с обща численост към 33 хил. души, оглавяван от полско-унгарския крал Владислав III Ягело, наречен Варненчик, с военен ръководител Янош Хуняди, войвода на Седмоградско (Трансилвания). Престолонаследникът на Търновското царство княз Фружин Шишман е един от знатните участници в похода и в битките. След похода е сключен Одринския мир от 1444 г., с който османците губят завладените от тях земи в Поморавието и силната дунавска крепост Смедерево.

## Предистория
Балканските кръстоносни походи от 1443 – 1444 г. са резултат от образувания широк антиосмански съюз срещу възможността Цариград да бъде завладян от турците и заплахата над Европа. Началото е сложено в 1439 година с Флорентинската уния, поставила византийската църква под върховенството на папата. Към него се присъединяват Венецианската република, Бургундия и Унгария с Полша и Литва, където папата успява да постигне помирение между наследниците на Албрехт Хабсбург и избрания от аристокрацията за крал на Унгария Владислав III Ягелонски крал на Полша и княз на Литва.
Усилията за формиране на съюза са насърчени от успехите срещу турците на войводата на Седмоградско Йоан Хуняди през 1441 – 1442 г. През септември 1442 година при река Яломица Хуняди отново разгромява многобройната турска войска, водена от румелийския бейлербей Шехабеддин паша. Този успех, както и предишните победи на войводата, намират широк отзвук в християнския свят и подпомагат преминаването към действия на християнския съюз, създаден от повечето европейски съседи на османците, а Венеция и Бургундия изграждат голям флот, който да действа срещу османците в Егейско море и Проливите.
През октомври 1443 г. унгарците повеждат голям кръстоносен поход, оглавен от крал Владислав III и под военното ръководство на войводата Йоан Хуняди, в който участва и деспот Георги Бранкович – прогоненият от турците владетел на Моравското деспотство, а също и престолонаследникът на Търновското царство княз Фружин Шишман, който решен на всичко, дори продава дареното му имение „Файдаш“, за да набави необходимите му за похода средства.

## Ход на кампанията
Началото на войната закъснява и започва чак през октомври. Под напора на настъплението на християнската армия турците са принудени да отстъпват. След битката при Ниш османците се изтеглят към Пловдив, опожарявайки всичко по пътя си, прилагайки тактиката на изгорената земя, страхувайки се от надигане на местното християнско население и за да разстроят продоволствието на кръстоносната армия, като в същото време прегрупират силите и се укрепяват в проходите пред Тракия. Християнските войски победоносно влизат в Ниш, Пирот и в определения от противника им за главен град на Румелия – София, където към тях се присъединяват още български отряди. Османският летопис свидетелства:
| „ | Цялата рая се поклони на тези проклетници. Кой донесе храна и започна да продава, кой се качи на коня и заставайки отпред, им стана водач. С една дума, дадоха на жалките неверници едногодишния поголовен данък. Мнозина неверници от раята яхнаха конете и дойдоха във войската на Янко. Тогаз, като се поразмисли, Янко си рече: „Много добре стана за нас, че тази рая яхна и дойде. Добре ще е веднага да ги подредя в един отряд, та да вървят пред нас. Ако турците връхлетят върху ни, тези ще ни бъдат добър заслон.“ И заповяда, та невернишката рая стана един отряд и тръгнаха. Този ден, като преминаха през прохода Драгоман, стигнаха до Софийското поле. | “ |

И с осигурено от така формирания българския отряд авангард настъпление християнската войска влиза в София. Кралят назначава за управител на града тукашния православен владика, а Йоан Хуняди възвръща отново в църква „Св. София“.
В началото на декември 1443 г. е достигнат Ихтиман на път за преминаване в Южна България, но времето за война отдавна е изчерпано. В средновековието, преди това, а и немалко пъти след него, е практически невъзможно да се водят успешни военни кампании при тежки зимни условия, в този сезон войните по правило спират, а армиите се настаняват на зимни квартири до пролетта, но християните все пак опитват да продължат настъплението. Така в проходите след София в битката при Златица на 12 декември 1443 г. изтощената войска не успява да пробие отбраната на османците, в един момент дори животът на самия Хуняди е заплашен, което налага поради големите загуби на хора и животни в ставащата все по-люта зима, при недостига на провизии и изтощението на войската християнските сили, да прекратят настъплението и да се оттеглят организирано към незасегнати от войната места, където армията може да се снабдява през зимата. На 16 декември 1443 г. офанзивата е спряна по заповед на крал Владислав и започва подготовка за марш към зимно разквартируване в Белград. Междувременно на 24 декември при София и при Драгоман  е разбит срещнатия османски авангард, а на 2 януари 1444 г. отново османците са разгромени в битката при Куновица между Пирот и Ниш, като са пленени 4000 противници и дори зетят на султана и брат на великия везир Чандарли Халил паша – Махмуд бей пада в плен. След това съюзната армия се установява за презимуване в Белград, където войските са посрещнати като победители и на 22 януари 1444 г. пред белградската крепост се явява пратеник на султана с предложение за изгоден мир.

## Унищожаване от османлиите на християнско българско население и селища
Временно освободените от османците български земи са напълно унищожени и подложени на жестоки репресии още при отстъплението на унизената от пораженията си османска армия в края на 1443 г. – град София е изгорен до основи, областта с Ниш, Пирот и София е превърната в „черно поле“, малки и големи селищата, включително Ниш и Пирот – в „черен въглен“.
При връщането на турците в началото на 1444 г. владиката в София е заклан и всички нарочени, че са помагали на християнската войска, са избити, древната християнска църква „Света София“ отново е обърната на джамия, лично пашата „...на някои от поповете, монасите и неверниците, които бяха там, посече, на други извади очите. На кучето, наречено владика, отсече главата и я сложи в торба заедно с главите на неколцина известни хора и ги изпрати при падишаха“, и падишахът „на часа издаде заповед: Главата на всеки, който бъде хванат, че е съпричастен и носи храна на неверниците – било то войник, било рая – да бъде отсечена, имота му – конфискуван, а жените и синовете му да бъдат поробени. Аллах е най-велик! Като заповяда това, всеки един войник от войската, която бягаше, подплашена от жалките неверници, стана като лъв. Щом стигнеха до някое село, посичаха мъжете, поробваха жените и синовете, плячкосваха зърното и хамбарите, а стоката и провизиите вземаха“, „софийската и радомирската рая стана постелка под краката на конете и всеки, който донесеше пред падишаха една глава, вземаше по пет филори подарък“ и „най-накрая стана тъй, че и майките забравиха чедата си“ – според потресаващото свидетелство на османския летописец.

## Резултати
Действията на похода съвпадат с отхвърлянето на османската власт от Скендербег в Албания, който в края на 1443 година се обявява за независим в управляваната от него крепост Круя и в Гърция, където станалия по-късно император пелопонески деспот Константин Палеолог прогонва османците от Централна Гърция и Пинд, а победеният в Западна България Турахан бей султанът хвърля в затвора Токат.
През юни 1444 г. в Одрин е сключено десетгодишно примирие с Мурад II. Европейските сили там се представляват от Янош Хуняди и деспот Георги. Подписаното е ратифицирано в Сегед в края на юли и на 15 август е положена клетва – крал Владислав Ягело се заклева върху Библията, а Мурад II върху Корана. Постигнато е освобождаване на най-западните християнски земи завзети от турците и османците предават на моравския деспот Георги завоюваната от тях в 1438 г. след тримесечна обсада крепост Смедерево. След всичко това султан Мурад II се отказва от престола и абдикира в полза на малолетния си 12 годишен син Мехмед II.
Българските земи обаче не са освободени и заплахата Константинопол да бъде завладян от турците също остава. Папа Евгений IV и кардинал Юлиано Чезарини убеждават крал Владислав III, че клетвата му е невалидна, тъй като е дадена на безбожник. Чазарини, от името на папския престол, освобождава краля от нея и с манифест от 4 август 1444 г. отново е обявена война на османците. Не след дълго бойните действия са подновени с Втория кръстоносен поход на Владислав III Ягело в 1444 г.